# Натан Ордас
Натан Рафаель Ордас (ісп. Nathan Rafael Ordaz, нар. 12 січня 2004, Ван-Найс) — сальвадорський футболіст, нападник клубу «Лос-Анджелес» та національної збірної Сальвадору.

## Клубна кар'єра
Народився у Сполучених Штатах, у родині мексиканця та сальвадорки. Розпочав займатись футболом у клубі «Реал Со Кал», а у 2018 році підписав контракт з академією «Лос-Анджелеса». Він грав за академію «Лос-Анджелеса» в UPSL у 2021 році. 22 квітня 2022 року Ордас підписав контракт як доморощений гравець з клубом до 2025 року, після чого його було віддано в оренду у клубі «Лас-Вегас Лайтс» з Чемпіонату USL до кінця року. 8 травня 2022 року в поєдинку проти «Монтерей Бей» гравець дебютував в USL і загалом провів там 17 матчів.
Перед сезоном 2023 року потрапив до заявки першої команди «Лос-Анджелеса». 18 травня 2023 року в матчі проти «Спортінг Канзас-Сіті» він дебютував у MLS за основний склад. Наступного року Ордас виграв свій перший трофей, здобувши Відкритий кубок США імені Ламара Ганта.

## Міжнародна кар'єра
Ордас мав право грати за збірні Сполучених Штатів (через місце народження), Сальвадору (через матір) або Мексики (через батька). В підсумку 2022 року він провів п'ять матчів за молодіжну збірну Сальвадору до 20 років.
У травні 2022 року Ордас вирішив представляти Мексику на міжнародному рівні та був включений до попереднього складу на чемпіонат КОНКАКАФ U-20 2022 року, втім так за мексиканців не грав.
20 березня 2024 року Ордас дебютував за збірну Сальвадору у товариській грі проти Бонайре (1:1).

## Досягнення
- Володар Відкритого кубка США: 2024[12]